# André Barreto
André Paulo Barreto (ur. 6 sierpnia 1979 w Rio de Janeiro) – brazylijski piłkarz grający na pozycji pomocnika.
Karierę sportową rozpoczynał w brazylijskich klubach Bonsucesso FC i Bangu AC. Następnie trafił do portugalskiej Boavisty, skąd był wypożyczany do klubów grających w II lidze portugalskiej: CD Aves oraz Estoril. Z tą drugą drużyną zajął w sezonie 2003/2004 pierwsze miejsce w portugalskiej Liga de Honra. W 2004 roku powrócił do Boavisty i stał się podstawowym zawodnikiem drużyny. 31 sierpnia 2005 roku Barreto został sprzedany do Wisły Kraków za sumę ok. 500 tys. €. Nie zdołał się jednak przebić do podstawowego składu Wisły, przez co był wypożyczany do klubów portugalskiej Superligi, odpowiednio: Estrela Amadora, CS Marítimo oraz Vitória Setúbal. Przed sezonem 2007/2008 został wypożyczony do drugoligowego CD Trofense, z którym zajął 1. miejsce w portugalskiej Liga de Honra.
André Barreto choruje na astmę, przez co musi stosować specjalny preparat sterydowy do leczenia dolegliwości astmatycznych.
15 listopada 2008 roku trener „Białej Gwiazdy” Maciej Skorża poinformował, że Andre Barreto z końcem roku przestanie być zawodnikiem Wisły. Gracz otrzymał zgodę na przedwczesne rozwiązanie kontraktu, który miał obowiązywać do końca czerwca 2010 roku.
18 listopada Wisła Kraków rozwiązała kontrakt z zawodnikiem.

## Kariera w liczbach
| Sezon         | Klub                     | Liga          | Liczba meczów | Liczba bramek |
| ------------- | ------------------------ | ------------- | ------------- | ------------- |
| 2002/2003     | → CD Aves (wyp.)         | Liga de Honra | 8             | 3             |
| 2003/2004     | → Estoril Praia(wyp.)    | Liga de Honra | 27            | 1             |
| 2004/2005     | Boavista FC              | SuperLiga     | 25            | 2             |
| 2005/2006 (j) | Wisła Kraków             | Ekstraklasa   | 6             | 0             |
| 2005/2006 (w) | → Estrela Amadora (wyp.) | SuperLiga     | 11            | 1             |
| 2006/2007 (j) | → CS Marítimo (wyp.)     | SuperLiga     | 11            | 0             |
| 2006/2007 (w) | → Vitória Setúbal (wyp.) | SuperLiga     | 11            | 0             |
| 2007/2008     | → CD Trofense (wyp.)     | Liga de Honra | 24            | 0             |
| 2008/2009 (j) | → Wisła Kraków           | Ekstraklasa   | 0             | 0             |